# Папужець сейшельський
Папужець сейшельський (Psittacula wardi) — вимерлий вид птахів родини Psittaculidae. Був ендеміком Сейшельських островів.

## Поширення та вимирання
Птаха знайшли на островах Мае, Силует і, можливо, Праслен. У 1867 році британський орнітолог Едвард Ньютон науково описав і назвав нові види, отримані ним під час свого місячного перебування на Сейшельських островах, включно з сейшельським папугою, якого він назвав Palaeornis wardi. Вчений зазначив, що загальна назва птаха «cateau vert» і що видова назва на честь Свінберна Ворда, британського цивільного комісара на Сейшельських островах з 1862 по 1868 рік. Ворд придбав три опудала птаха з острова Мае (найбільший острів Сейшельських островів), з якого описано вид.
Ньютон не знайшов жодного птаха на Мае, коли він відвідав у 1866 році, але бачив їх на сусідньому Силуеті. Ґрунтуючись на чутках, Ньютон заявив, що вони також жили на острові Праслен. [Ньютон і його брат, британський орнітолог Альфред Ньютон, опублікували ілюстрацію із зображенням обох статей у 1876 році голландським художником Джоном Джеррардом Кейлемансом на основі отриманих згодом зразків. Існує єдине зображення з натури — картина 1883 року британської художниці Маріанни Норт. Незважаючи на те, що в 1811 році він був поширений у великій кількості, до 1867 року він став рідкісним через переслідування людьми через його видиму шкоду для врожаю. Остання підтверджена особина була застрелена в 1893 році, а до 1906 року птахів не було знайдено.
До наших днів (станом на 2007 р.) збереглося 10 музейних примірників; у 2017 році вони були в колекціях музеїв Кембриджа (Англія), Кембриджа (Массачусетс), Ліверпуля, Нью-Йорка, Парижа та Тринга.

## Опис
Сейшельські папужки були папугами середнього розміру, досягаючи майже 41 см у довжину. Оперення було переважно зелене, з великим червоним дзьобом, червоною плямою на крилі та довгим хвостом. Самці мали вузьку смужку на щоці та чорний комір, яких не було у самок і молодих. Щоки і задня частина шиї були вкриті синюватим нальотом. Нижня сторона тіла мала жовтуватий відтінок. Крила і хвіст були коротшими і ширшими.